# Acidoxantha bifasciata
Acidoxantha bifasciata är en tvåvingeart som beskrevs av Hardy 1987. Acidoxantha bifasciata ingår i släktet Acidoxantha och familjen borrflugor. Inga underarter finns listade i Catalogue of Life.